# Dimorphorchis rohaniana
Dimorphorchis rohaniana är en orkidéart som först beskrevs av Heinrich Gustav Reichenbach, och fick sitt nu gällande namn av Phillip James Cribb. Dimorphorchis rohaniana ingår i släktet Dimorphorchis och familjen orkidéer. Inga underarter finns listade i Catalogue of Life.